# São Paio (Gouveia)
São Paio es una freguesia portuguesa del concelho de Gouveia, con 15,50 km² de superficie y 945 habitantes (2001). Su densidad de población es de 61,0 hab/km².